# Parydra
Parydra is een vliegengeslacht uit de familie van de oevervliegen (Ephydridae).

## Soorten
- P. abbreviata Loew, 1861
- P. acuta Clausen, 1971
- P. alpina (Cresson, 1924)
- P. appendiculata Loew, 1878
- P. aquila (Fallen, 1813)
- P. arctica Clausen, 1971
- P. aurata Jones, 1906
- P. borealis (Cresson, 1949)
- P. breviceps Loew, 1862
- P. coarctata (Fallen, 1813)
- P. cognata Loew, 1860
- P. copis Clausen, 1971
- P. flavitarsis (Dahl, 1964)
- P. fossarum (Haliday, 1833)
- P. halteralis (Cresson, 1930)
- P. hamata Clausen, 1971
- P. hecate (Haliday, 1833)
- P. humilis Williston, 1897
- P. imitans Loew, 1878
- P. incommoda Cresson, 1930
- P. joaquinensis Clausen, 1971
- P. lingulata Clausen, 1971
- P. littoralis (Meigen, 1830)
- P. mitis (Cresson, 1930)
- P. nigritarsis Strobl, 1893
- P. nubecula Becker, 1896
- P. obliterata Duda, 1942
- P. parva Cresson, 1949

- P. paullula Loew, 1862
- P. pedalis Clausen, 1971
- P. penabbreviata Clausen, 1971
- P. penisica Clausen, 1971
- P. pinguis (Walker, 1852)
- P. pubera Loew, 1860
- P. pusilla (Meigen, 1830)
- P. quadriloba Clausen, 1971
- P. quadripunctata (Meigen, 1830)
- P. quadrituberculata Loew, 1862
- P. quinquemaculata Becker, 1896
- P. ralloi Canzoneri & Meneghini, 1978
- P. socia (Cresson, 1934)
- P. spinosa Clausen, 1971
- P. stagnicola (Robineau-Desvoidy, 1830)
- P. succurva Clausen, 1971
- P. transversa Cresson, 1940
- P. undulata Becker, 1896
- P. unicolor (Becker, 1926)
- P. unituberculata Loew, 1878
- P. vanduzeei (Cresson, 1933)
- P. varia Loew, 1863
- P. vulgaris (Cresson, 1949)